# 路易·吕利
路易·吕利（Louis Lully，1664年8月4日—1734年4月1日）作曲家，让-巴普蒂斯特·吕利（Jean-Baptiste Lully）的长子。

## 生平
路易·吕利在音乐事业上没有获得预期的成功，其中一部分原因是他的生活放荡。在他被教会剥夺正当权益后，他几乎被他的父亲剥夺继承权。后来，他违反了他父亲的意图，在1691年和出生于资产阶级的玛莎（Marthe Bourgeois）结婚，而婚前他们已经有了一个孩子。他的叛逆行为和众多的债务问题导致他失去了原本可以得到的职位：他从来没有从他父亲那里继承包括歌剧院主管在内的任何职位。

## 作品
路易·吕利作为作曲家的才能被人质疑。他和其他作曲家合作的歌剧取得了成功并被多次上演，包括Flore et Zéphire以及《阿尔西德》（Alcide）。Flore et Zéphire是他与他的兄弟让-路易·吕利及大师皮埃尔·维尼翁（Pierre Vignon）合作的，《阿尔西德》是与马兰·马雷（Marin Marais）合作的。另一方面，他独自创作的歌剧《奥菲欧》（Orphée）在首演时却遭到了观众的嘘声。然而，他的作品仍然是17世纪末期法国歌剧的保留曲目。

### 作品全集列表

#### 抒情悲剧（tragédie en musique）
- Idylle（1687），与让-路易·吕利合作。
- Flore et Zéphire（英语：Flore et Zéphire）（1688），与让-路易·吕利、皮埃尔·维尼翁合作，1715年安德烈·卡迪纳·德图什（André Cardinal Destouches）改编。
- Epithalame（1688年，失传）
- Orphée（奥菲欧，1690）
- Eglogue（牧歌，1691年，失传）
- Alcide（阿尔西德（英语：Alcide (Lully)），1693），与马兰·马雷（Marin Marais）合作